# Rüdiger Piesker
Rüdiger Piesker (* 10. Juni 1923 in Berlin; † 26. September 2004) war ein deutscher Bandleader, Komponist, Orchesterleiter und Musikproduzent im Bereich von Unterhaltungsmusik, Schlager und Easy Listening.

## Leben und Wirken
Piesker bekam bereits mit vier Jahren Klavierunterricht. Nach seiner Schulzeit studierte er an der Berliner Hochschule für Musik mit dem Ziel, Kapellmeister für Chor und Oper zu werden. Er begann seine Karriere 1954 als Assistent bei Werner Müller und dessen RIAS Tanzorchester In dieser Zeit war er beim RIAS als Tonmeister an Plattenaufnahmen von Acker Bilk, Sammy Davis Jr. und Attila Zoller beteiligt.
1962 gründete Piesker schließlich sein eigenes Orchester, mit dem er eine Reihe von Schallplatten wie „Die kleine Stadt will schlafen geh'n“ und „Happy-José (Ching-Ching)“ (1962) einspielte; als Komponist verwendete er auch die Pseudonyme Rolf Cardello und Paul Rothman. U. a. schrieb er Schlagertitel für Stars wie Gaby Baginsky, France Gall („Dann schon eher der Piano-Player“), Harald Juhnke, Billy Mo und Wencke Myhre.
Mit seinem Orchester nahm er auch Musik für den Rundfunk und die Filmindustrie auf. Mit seiner Studio-Band begleitete Piesker auch Stars wie Helga Brendgen, René Kollo („Hello, Mary Lou“, „Wie vom Wind verweht“), Peter Frankenfeld („Als Oma noch kniefrei ging“, mit Friedel Hensch und die Cyprys) und Toni Sailer. In späteren Jahren war er als Produzent für das Plattenlabel Polydor tätig. 1971 übernahm er beim RIAS den Bereich Leichte Musik.

## Diskographische Hinweise
- Rüdiger Piesker/Gerhard Narholz: Wenn der Abend zu Ende geht (Polydor, 1963)
- Eugen Cicero and the RIAS Orchestra Conducted by Rüdiger Piesker: Traumnoten (1985)
- Rüdiger Piesker Orchester: Super Stereo Sound
- Streichorchester Rüdiger Piesker: Fascination Strings (MPS, 1968)
- Gottfried Ofen: Miederlieder, mit Rüdiger Piesker und Eugen Cicero (Liberty LBS 83 195 I)
- The Perry Singers &  Orchester Rüdiger Piesker: Nice and Easy (SABA SB 15-089-ST, 1966)
- Orchestra Rolf Cardello and The Swinging Woodwinds (Devega Records, 1973)